# Kepler-68
Kepler-68 is een ster in het sterrenbeeld Zwaan (Cygnus). De ster is van het type G en heeft drie bevestigde exoplaneten. De ster is groter dan de Zon en ligt op een afstand van 472 lichtjaar. 

## Planetenstelsel
Het planetenstelsel van de ster werd ontdekt door de Kepler-ruimtetelescoop van NASA en bevestigd in 2013. Toen werden er twee exoplaneten ontdekt, Kepler-68b, en c. Het bestaan van deze planeten werd bevestigd door middel van transitiefotometrie. Later werd het bestaan van nog een exoplaneet bevestigd: Kepler-68d. Deze planeet ligt in de bewoonbare zone.
| Planeet | Massa    | Halve lange as (AE) | Omlooptijd (dagen) | Excentriciteit | Straal   |
| ------- | -------- | ------------------- | ------------------ | -------------- | -------- |
| b       | 5,9 M⊕   | 0,0617              | 5,399              | —              | 0,196 RJ |
| c       | 0,015 MJ | 0,09                | 9,605              | —              | 0,081 RJ |
| d       | 0,87 MJ  | 1,4                 | 625                | 0,18           | —        |